# Ejendomsskattebillet
En ejendomsskattebillet er en årlig opgørelse fra kommunen, der viser, hvor meget der skal betales i skatter og afgifter i det kommende år på den pågældende ejendom. Betaling sker henover året - typisk fordelt over 2 eller 4 rater.
Ud over grundskyld, som er en egentlig grundskat, der beregnes som en promilleandel af grundværdien skal man betale en række andre afgifter til det offentlige.
Disse afgifter kan f.eks. være rottebekæmpelsesgebyr, renovationsafgift, vand- og vandafledningsafgift og skorstensfejer. Det varierer fra kommune til kommune hvilke poster, der er tale om og hvorvidt de opkræves over ejendomsskattebilletten eller særskilt.